# Подравлє
45°34′ пн. ш. 18°43′ сх. д. / 45.56° пн. ш. 18.72° сх. д.
Подравлє (хорв. Podravlje) — населений пункт у Хорватії, в Осієцько-Баранській жупанії у складі міста Осієк.

## Населення
Населення за даними перепису 2011 року становило 357 осіб.
Динаміка чисельності населення поселення:

## Клімат
Середня річна температура становить 11,08 °C, середня максимальна – 25,39 °C, а середня мінімальна – -5,79 °C. Середня річна кількість опадів – 640 мм.
| Клімат поселення                              | Клімат поселення | Клімат поселення | Клімат поселення | Клімат поселення | Клімат поселення | Клімат поселення | Клімат поселення | Клімат поселення | Клімат поселення | Клімат поселення | Клімат поселення | Клімат поселення | Клімат поселення |
| Показник                                      | Січ.             | Лют.             | Бер.             | Квіт.            | Трав.            | Черв.            | Лип.             | Серп.            | Вер.             | Жовт.            | Лист.            | Груд.            |                  |
| Середній максимум, °C                         | 5,82             | 7,81             | 12,34            | 17,03            | 22,33            | 25,39            | 25,28            | 24,91            | 20,71            | 15,26            | 9,30             | 5,44             |                  |
| Середня температура, °C                       | 0,00             | 2,01             | 6,54             | 11,22            | 16,54            | 19,60            | 21,29            | 20,92            | 16,72            | 11,27            | 5,31             | 1,45             |                  |
| Середній мінімум, °C                          | −5,79            | −3,78            | 0,76             | 5,44             | 10,74            | 13,81            | 17,29            | 16,93            | 12,72            | 7,29             | 1,32             | −2,53            |                  |
| Норма опадів, мм                              | 41               | 36               | 39               | 50               | 59               | 79               | 64               | 61               | 49               | 54               | 59               | 49               |                  |
| Середньомісячна швидкість вітру, м/с          | 2.40             | 2.60             | 2.90             | 2.80             | 2.50             | 2.30             | 2.20             | 2.10             | 2.01             | 2.20             | 2.30             | 2.40             |                  |
| Середньомісячна сонячна радіація, кДж/м²·день | 4234             | 6899             | 10953            | 15540            | 19427            | 21687            | 22198            | 20344            | 15016            | 9444             | 4800             | 3530             |                  |
| --------------------------------------------- | ---------------- | ---------------- | ---------------- | ---------------- | ---------------- | ---------------- | ---------------- | ---------------- | ---------------- | ---------------- | ---------------- | ---------------- | ---------------- |
| Джерело:                                      |                  |                  |                  |                  |                  |                  |                  |                  |                  |                  |                  |                  |                  |